# افسانه پوپک طلائی
افسانه پوپک طلائی فیلمی به کارگردانی خسرو شجاعی و نویسندگی محسن دامادی محصول سال ۱۳۷۷ است.

## خلاصه داستان
در زمانهای دور در سرزمینی سرسبز و زیبا در حاشیه جنگلی، شهر باشکوهی وجود داشت که حاکمی مستبد به نام زرین کلاه بر آن حکمرانی می‌کرد.

## بازیگران
- داریوش ارجمند
- عاطفه رضوی
- جهانبخش سلطانی
- حامد کلاهداری
- محمدرضا شریفی‌نیا
- ملیکا شریفی‌نیا
- محمد کدخدایی
- رامین حاج عظیمی
- هاله مهدی زاده
- فرهاد فاتحی
- آناهیتا همتی